# Lords of the Fallen (2014)
Lords of the Fallen ist ein Action-Rollenspiel des deutschen Entwicklerstudios Deck13. Das Spiel wurde am 28. Oktober 2014 vom polnischen Publisher CI Games für PC, Xbox One und PlayStation 4 veröffentlicht. Am 9. Februar 2017 folgten Versionen für iOS und Android, die sich zum Teil deutlich von den anderen Fassungen unterscheiden. Mittlerweile wird das Spiel in Abgrenzung zum geplanten gleichnamigen Nachfolger als Lords of the Fallen 2014 vertrieben. Im Oktober 2023 erschien das gleichnamige Reboot Lords of the Fallen.

## Handlung
Lange vor der Handlung des Spiels wurde die Spielwelt vom Gott Adyr beherrscht, der allerdings von drei Kriegern, den sogenannten Richtern, gestürzt wurde. Die Richter stiegen dadurch zu Halbgöttern auf und bestrafen seither jegliche Sünde.
In Lords of the Fallen spielt man den verurteilten Verbrecher Harkyn, welcher sich zu Beginn des Spiels in ein abgelegenes Kloster in den Bergen begibt. Dort hat allerdings bereits die Invasion der Rhogar begonnen. Dies sind dämonische Krieger, die einem dunklen Gott dienen. Der Spieler begibt sich auf die Suche nach dem menschlichen Herrscher Antanas. Hat man diesen gefunden, gibt er einem den Auftrag, die verbliebenen Anführer der Rhogar zu erledigen.

## Spielprinzip
Das Spiel besteht zum Großteil aus Kämpfen, bei denen Geschicklichkeit und Timing eine tragende Rolle spielen. Dafür stehen dem Spieler verschiedene Nahkampfwaffen und magische Zauber zur Verfügung. Magie verbraucht Mana, das sich langsam wieder regeneriert. Für besiegte Gegner bekommt man Erfahrungspunkte, durch die man Attribute und Zaubersprüche steigern kann. Dies erfolgt an Speicherpunkten, zu denen man auch zurückgesetzt wird, wenn der Charakter stirbt. Gesammelte, aber nicht ausgegebene Erfahrung bleibt im Todesfall auf der Stelle zurück und kann innerhalb einer bestimmten Zeitspanne wieder eingesammelt werden. Braucht man zu lange, verschwinden die verlorenen Erfahrungspunkte.

## Entwicklungsgeschichte
Lords of the Fallen wurde 2013 erstmals angekündigt. Der ausführende Produzent Tomasz Gop leitete zuvor die Entwicklung von The Witcher 2.
Laut Tomasz Gop habe das Entwicklungsbudget von Lords of the Fallen 42 Millionen polnischen Złoty betragen, was umgerechnet fast 10 Millionen Euro sind.
Offiziellen Angaben zufolge habe man sich bei der Entwicklung von vielerlei Spielen wie Tekken, Street Fighter und der Souls-Reihe (Demon’s Souls und Dark Souls) inspirieren lassen.
Der Soundtrack des Spiels stammt vom Komponisten und Musiker Knut Avenstroup Haugen, welcher auch für die musikalische Untermalung des MMORPGs Age of Conan verantwortlich war.

## Rezeption

### Rezensionen
Das Spiel, welches durchschnittliche bis positive Kritiken erhielt, wurde häufig mit Dark Souls und dessen im gleichen Jahr wie Lords of the Fallen erschienen Nachfolger Dark Souls II verglichen.
Laut dem Online-Test des Spielemagazins Computer Bild Spiele erreiche Lords of the Fallen allerdings nicht ganz die Klasse von Dark Souls II. Das Spiel sei nicht sauber genug programmiert und es mangle an Optionsvielfalt; trotzdem sei es aber anspruchsvoll und fesselnd.
Laut GameStar bietet das Spiel eine gute Atmosphäre, aber schwache Story.

„Lords of the Fallen ist ein Rohdiamant, der zwar gut aussieht, aber eigentlich noch viel stärker glänzen könnte, wenn er noch ein paar Monate länger bearbeitet worden wäre.“

Das Online-Portal 4Players bezeichnet Lords of the Fallen als „bockschweres Abenteuer in der Tradition von Dark Souls“. Der Autor merkt an, dass einiges wie Kampf- und „Seelensystem“ dreist von Dark Souls abgekupfert sei, auch wenn manches sinnvoll modifiziert wurde.
Sowohl GameStar als auch 4Players kritisieren, dass ein Großteil der Story nur über Audiologs transportiert werde.

### Auszeichnungen
- Deutscher Entwicklerpreis 2014
  - Bestes Actionspiel
  - Bestes Game Design
  - Bestes deutsches Spiel
- Deutscher Computerspielpreis 2015
  - Bestes deutsches Spiel
  - Beste Inszenierung

### Verkaufszahlen
Bis Anfang November 2014 sollen bereits mehr als 700.000 Einheiten des Spiels an Händler ausgeliefert und 200.000 Exemplare verkauft worden sein. Das deutsche Spielemagazin PC Games wertet diese Zahlen eher kritisch und bezeichnet das Spiel als Ladenhüter. So seien im Umkehrschluss eine halbe Million Exemplare des Spiels nicht verkauft worden.
Einem Bericht der Website DSO-Gaming aus dem Jahr 2015 zufolge habe sich das Spiel 218.000 Mal auf Steam verkauft, während 146.000 Stück der Xbox-One-Fassung abgesetzt wurden.
Bis Mai 2015 soll sich das Spiel insgesamt mehr als 900.000 Mal weltweit verkauft haben.

## Nachfolger
Ende 2014 wurde Lords of the Fallen 2 angekündigt.
Im März 2015 wurde allerdings bekannt, dass Deck13 nicht mehr in die Entwicklung involviert ist. Der polnische Publisher CI Games warf dem Entwickler mangelhafte Erfüllung des Vertrags vor. CI Games erklärte 2018, dass das 2015 gegründete Studio Defiant aus New York die weitere Entwicklung übernehme. Auch diesem Entwickler wurde allerdings ein Jahr später wieder das Projekt entzogen. Das Spiel sollte nun bei CI Games intern entwickelt werden. Eine Veröffentlichung im Jahr 2020 hatte das Studio bereits ausgeschlossen. Im April 2022 gab CI Games das Jahr 2023 als geplanten Releasezeitraum an und nannte PC, PlayStation 5 und Xbox Series X und S als Plattformen. Das Spiel, das nun unter dem Titel The Lords of the Fallen lief, befand sich bei dem zu CI Games gehörenden Studio Hexworks in Spanien in Entwicklung und soll 1000 Jahre nach dem Vorgänger spielen. Ein Trailer aus dem Jahr 2022 wurde von der Schauspielerin Milly Alcock gesprochen. Spätere Veröffentlichungen verzichteten auf das The im Titel und nannten den Nachfolger identisch zum Vorgänger nur noch Lords of the Fallen. Der erste Teil wird mittlerweile auf Steam als Lords of the Fallen 2014 vertrieben, der gleichnamige Nachfolger erschien schließlich im Oktober 2023.
Entwicklerstudio Deck13 verkündete hingegen bereits 2015 eine Zusammenarbeit mit dem Publisher Focus Home Interactive, mit dem sie 2017 das im Science-Fiction-Setting angesiedelte Action-Rollenspiel The Surge veröffentlichten.